# Lý Lăng Dung
Lý Lăng Dung (chữ Hán: 李陵容, 351 - 400), thường được gọi Hiếu Vũ Văn thái hậu (孝武文太后) là phi tần của Tấn Giản Văn Đế Tư Mã Dục (vua thứ 12) và mẹ ruột của Tấn Hiếu Vũ Đế (vua thứ 13) của nhà Tấn trong lịch sử Trung Quốc.

## Tiểu sử
Lý Lăng Dung xuất thân hàn vi, có thân thể cường tráng và nước da đen. Lúc còn nhỏ, bà được gửi vào phủ của Thừa tướng Cối Kê vương Tư Mã Dục làm tì nữ dệt vải. Bấy giờ các con trai của Tư Mã Dục đều mất sớm, nên Cối Kê quốc không còn người kế vị mà Tư Mã Dục đã cao tuổi.
Tư Mã Dục hết lòng tìm cách để có con trai, nên mời bốc giả Hỗ Chiêm giúp đỡ. Hỗ Chiêm dự đoán trong phủ của Tư Mã Dục có một tì nữ có số sinh hai đứa con trai quý làm hưng thịnh nhà Tấn. Tuy nhiên mấy lâu sau đó chỉ thấy sủng thiếp Từ thị sinh ra một người con gái, Tư Mã Dục lại hi vọng Từ thị có thể giúp mình nối dõi, nhưng mãi rất lâu Từ thị vẫn không mang thai lần nữa. Sốt ruột Tư Mã Dục hỏi Hỗ Chiêm đó là người nào nhưng Hỗ Chiêm từ chối vì không đoán được. Đến hơn một năm sau vẫn không có tì thiếp nào thụ thai, Tư Mã Dục bèn sai tất cả tì thiếp trong nhà đến cho Hỗ Chiêm xem tướng. Lý Lăng Dung cũng ở trong số đó. Khi bà đến, Hỗ Chiêm thất kinh nói:"Chính là người này".
Tư Mã Dục bèn nạp bà làm thiếp. Quả nhiên không bao lâu sau, bà mơ lấy hai con rồng quỳ lạy mình, cho đó là điềm lành. Đến năm 362, Lý Lăng Dung hạ sinh vương tử Tư Mã Diệu rồi sang năm 364 thì hạ sinh vương tử thứ hai, đặt tên là Tư Mã Đạo Tử, sau đó lại sinh ra một người con gái là Bà Dương công chúa.
Năm 371, Tư Mã Dục được tướng Hoàn Ôn lập làm hoàng đế, tức Tấn Giản Văn Đế. Tuy sinh dục hai hoàng tử song Lăng Dung không được phong một tước vị nào. Đến năm 372, Giản Văn Đế mất, Tư Mã Diệu lên ngôi, tức Tấn Hiếu Vũ Đế, tôn bà làm Thục phi, còn danh hiệu Hoàng thái hậu đã thuộc về Chử thị, Hoàng hậu của Tấn Khang Đế (cháu gọi Giản Văn Đế bằng chú ruột).
Mãi đến năm 378, Lý Lăng Dung mới được tôn làm Quý nhân và sang 384, thì được phong làm Phu nhân. Ba năm sau, bà được thăng làm Hoàng thái phi và được ban nghi phục giống với Thái hậu. Tháng 8 ÂL năm 391, theo thỉnh cầu của Tư Mã Đạo Tử, Tấn Hiếu Vũ Đế chính thức lập bà làm Hoàng thái hậu, xưng Sùng Huấn cung (崇训宫).
Năm 396, Hiếu Vũ Đế chết, Tấn An Đế kế vị, thăng bà làm Thái hoàng thái hậu. Do An Đế không biết nói, quyền hành trong triều rơi vào tay người con trai thứ của bà, Tư Mã Đạo Tử. Năm 400, Lý Lăng Dung qua đời ở điện Hàm Chương, thọ 51 tuổi, được truy tôn là Văn Hoàng thái hậu (文皇太后) và được an táng ở Mục Bình Lăng (修平陵).